# 피구
피구(避球, 영어: dodgeball)는 구기 종목 중 하나이다. 두 팀으로 나뉘어서 상대방 팀의 선수에게 공을 날려서 맞추는 게임이다. 아웃되면 상대방 진영 뒤에서 수비 할 수 있다.
피구는 서로 반대되는 두 팀의 선수들이 공을 던져 상대방을 때리면서 자기 자신도 맞지 않게 하는 팀 스포츠이다. 각 팀의 목표는 던진 공으로 상대 팀의 구성원을 때리거나, 상대가 던진 공을 잡는 것이다. 그리고 코트 밖으로 나가는 등의 반칙을 범하도록 유도하여 상대 팀의 모든 구성원을 제거하는 것이다.
이 스포츠는 주로 다양한 규칙에 따라 학교에서 진행되며, 공식적으로는 국제 스포츠로서 공식적으로는 피구 세계 선수권 대회를 운영하는 세계 피구 연맹(WDBF)과 세계 피구 협회(WDA)와 같은 국제 관리 기관에 따라 다양한 규칙에 따라 진행된다. USA 닷지볼은 미국 전역에 회원 리그와 클럽을 보유한 미국 피구 관리 기관이다.

## 역사
1895년 미국의 매사추세츠주 홀리오크에 있는 YMCA 체육부장인 윌리엄 모건(William Morgan)이 누구나 즐길 수 있는 스포츠로 창안하였다. 그전에도 다양한 돌 던지기나 공 던지기 놀이가 있었지만, 현대적인 피구는 윌리엄 모건에 의해 스포츠 형태로 체계화되었다. 

## 규칙
상대방이 날린 공에 맞으면 맞은 사람은 상대편 뒤쪽에 있는 외야에 서서 공격을 하고, 시간 제한이 있는 경우에는, 내야에 있는 선수들이 많은 팀이 이긴다. 그리고 시간 제한이 없을 때에는 먼저 상대방 팀을 전부 아웃시키는 팀이 이긴다. 한 번 이상 튄 공에 맞으면 땅볼이 되고, 상대방이 날린 공을 잡으면 아웃 처리되지 않는다. 하지만 그 공을 놓치면 아웃이다. 머리를 맞았을 경우에는 헤드샷과 헤드어택으로 분류되는데 그것은 피하다가 맞았는지의 심판의 판정에 따라 달라진다. 기본적으로는 머리에 공을 맞으면, 맞춘 사람의 공은 상대팀꺼로 간다 그러나, 예외도 있다. 예를들어 공을 피하려다 머리를 숙혔을 때 공을 맞으면 맞은 사람이 아웃이다. 공이 외야를 넘어가면 공격권이 다른 팀에게 넘어가고, 외야에서 외야로, 내야에서 내야로 패스가 가능하다. 그리고 한 판이 끝날 경우 코트를 바꿔서 한 판 더 한다. 그리고 발을 쓰면 아웃이 아니고 학교마다 다를 수 있으나, 선을 넘으면 경고를 받거나, 아웃이다.

## 피구를 소재로 한 작품
- 만화/영화/피구왕 통키
- 영화 피구의 제왕
- 비디오 게임 열혈고교 피구부